# Мордовский Бугуруслан
Мордовский Бугуруслан — село в Бугурусланском районе Оренбургской области в составе Дмитриевского сельсовета.

## География
Находится на расстоянии примерно 16 километров на север-северо-восток от центра города Бугуруслан.

## История
Упоминается с 1769 года как мордовская деревня Кармала. В 1908 г построена деревянная церковь с колокольней.

## Население
Население составляло 425 человек в 2002 году (мордва 80%), 357 по переписи 2010 года.